# Карел Крамарж
Карел Крамарж (27 грудня 1860 року — 26 травня 1937 року) — чеський політик, представник найбільшої чеської політичної партії «Молоді чехи» в Австрійській імператорській раді з 1891 по 1915 рік.

## Біографія
Карел Крамарж народився у Високому над Йізероу, недалеко від північного кордону нинішньої Чехії, в багатій родині. Він був єдиним із п'яти дітей, які дожили до шкільного віку.
Крамарж навчався в Празькому, Страсбурзькому, Берлінському університетах та Паризькій школі політичних наук, здобув ступінь доктора права.  У 1880-х роках він зіграв помітну роль в агітації проти того факту, що університет Карла-Фердинанда (нині Карлів університет) у Празі пропонував інструкції майже виключно німецькою мовою; були висунуті вимоги до університету, щоб чеські студенти могли здобувати освіту рідною мовою.  Питання, якою мовою буде викладання в Університеті Шарля-Фердинанда — німецькою чи чеською, було надзвичайно суперечливим на початку 1880-х років, що призвело до частих бійок на вулицях Праги між етнічними німцями та етнічними чеськими студентами.  У 1882 році імператор Франц-Йосип схвалив розподіл університету Шарля-Фердинанда на дві незалежні філії, одна з яких пропонувала інструкції чеською мовою, а інша — німецькою.

## Кар'єра
Карел Крамарж став лідером Молодо-чеської партії в Австро-Угорщині, а згодом Національно-демократичної партії в Чехословаччині. У 1896 р. Крамарж став міністром фінансів Австрії. . Він вважав, що з часом і демократія у формі загального виборчого права перетворить Австрійську імперію на слов'янську державу, оскільки слов'янські народи були найчисленнішими з різних етнічних груп в імперії.
Крамарж був русофілом, розглядав Росію як єдину у світі слов'янську велику державу, яка врівноважує домінуючих етнічних німців монархії Габсбургів. Дружина Крамаржа була дочкою московського промисловця, і до 1917 року вони мали пишну віллу в Криму. Крамарж захоплювався російською культурою і любив російську літературу. Томаш Масарик часто критикував Крамаржа за суперечність між його наполегливим загальним виборчим правом і демократією в Австрійській імперії та підтримкою тісних зв'язків з самодержавством імперської Росії.
У 1908 р. у Празі, в 1909 р. у Петербурзі і в 1910 р. В Софії Крамарж брав участь у загальнослов'янських конгресах. Він працював на «Слов'янський блок» в Рейхсраті, який об'єднав би всі сторони, що представляють слов'янські народи, в один блок проти палати Габсбургів. Проросійські нахили Крамаржа спричинили велику напруженість з етнічними польськими та українськими політиками, оскільки і поляки, і українці воліли бути частиною Австрійської імперії, а не Російської імперії.
Крамарж підштовхнув уряд забезпечити більш широке юридичне утвердження чеської мови, наприклад, дозволити судові справи в Богемії вести чеською, а не німецькою мовою, Крамарж мало любив Будинок Габсбургів, але він був готовий визнати, що чехи залишаються частиною Австрійська імперія за умови реорганізації імперії з метою надання більшої автономії, до якої входили провінції Богемії, Моравії та Сілезії.
Ліберальний націоналіст, тісно пов'язаний з політичною елітою в Празі та Відні, Крамарж проводив політику співпраці з австрійською державою як найкращий засіб досягнення чеських національних цілей, хоча й підтримував тісніші зв'язки між чехами та Російською імперією. Його відданість політиці співпраці з австрійським урядом призвела до того, що він відмовився від керівництва Молодо-чеською партією в 1914 році. До 1914 року Крамарж уже виходив з політичного русла. 

## Перша світова війна
Під час Першої світової війни Крамарж був ув'язнений за зраду Австро-Угорщині, але згодом звільнений за амністією. У 1918 році очолив Чехословацький національний комітет у Празі, який проголосив незалежність. Крамарж став першим прем'єр-міністром нової держави, але пішов у відставку менш ніж через рік. Залишався членом Національних зборів до самої смерті в 1937 р., та його консервативний націоналізм не відповідав головному політичному істеблішменту, представленому діячами Томаша Гарріге Масарика та Едварда Бенеша.
Коли в 1914 р. розпочалася Перша світова війна, Крамарх прийшов до висновку, що перемога Німеччини та Австрії означатиме кінець можливості реформ в Австрійській імперії та роботи проти монархії Габсбургів.  Восени 1914 року Крамарж порадив іншим чеським політикам зачекати, оскільки «росіяни зроблять це для нас поодинці».  Крамарж мав на увазі російські перемоги в Галичині у вересні 1914 р., коли близько 50 % всієї австрійської армії було вбито, поранено або взято в полон. Шлях в Австро-Угорщину привів до посилення підтримки Чехією незалежності. У березні 1915 року Крамарж разом з Пржемислам Шамалем, Алоїсом Рашином, Йозефом Шайнером та Едвардом Бенешем був членом-засновником підпільної групи під назвою " <i id="mwWA">Маффі",</i> яка працювала на здобуттю незалежності Чехії від Австрійської імперії.  Меффі контактував з російською військовою розвідкою і використовував секретні коди для передачі повідомлень Петрограду.  3 квітня 1915 року Крамарж дізнався, що весь 28-й піхотний полк імператорської австрійської та королівської угорської армії, який був завербований з районів робітничого класу Праги, масово здався росіянам в Галичині.  Крамарж направив повідомлення росіянам із проханням оголосити незалежність Чехії однією з цілей війни союзників. 
3 травня 1915 р. Крамарж заявив депутату від аграрних земель в Рейхсраті Йозефу Дюріху, який збирався виїхати за кордон, щоб шукати підтримки союзників за незалежність, що йому слід шукати «велику слов'янську імперію» під керівництвом Романових. Під час Першої світової війни австрійська влада звинуватила Крамаржа в державній зраді, і врешті-решт засудила до 15 років каторжних робіт. Крамарж був заарештований і звинувачений у державній зраді 21 травня 1915 р.  Однак його ув'язнення сприяло посиленню чеської націоналістичної думки проти австрійської держави. В'язниця Крамаржа відсторонила його від політики і дозволила його супернику Масарику, який на той час був у Лондоні, стати публічним обличчям чеського руху за незалежність.  3 червня 1916 року Крамарж був засуджений за державну зраду та засуджений до смертної кари.  У березні 1917 року, чекаючи смертної кари у в'язниці, Крамарж почув про Лютневу революцію в Росії, яка означала кінець його мрії про те, що після війни Романов сяде на трон відновленого Чеського королівства.  Співкамерник Крамаржа Алоїс Рашин зазначив: «Ми закінчили!».  Новий австрійський імператор Карл I звільнив Крамаржа в рамках загальної політичної амністії в 1917 р. 

## Незалежність
31 жовтня Крамарж відправився до Женеви на зустріч з Бенешем, який представляв Національну раду. Він дійшов висновку, що новою Чехословацькою державою буде парламентська республіка з президентом Масариком, Крамаржем прем'єр-міністром та Бенешем міністром закордонних справ.  Крамарж був вражений майстерністю Бенеша як дипломата, доповідаючи Празі: «Якби ви побачили нашого доктора Бенеша та його майстерність у глобальних питаннях … ви б зняли капелюх і сказали, що це було по-справжньому чудово!»  Масарик в США лобіював американську підтримку Чехословаччини, коли був призначений президентом. Крамарж як прем'єр-міністр у Празі був людиною, яка керувала Чехословаччиною в перші місяці.  Він був призначений першим прем'єр-міністром країни (14 листопада 1918 — 8 липня 1919), на велике невдоволення Масарика.
У січні 1919 р. розпочалася польсько-чехословацька війна між Польщею та Чехословаччиною.  Регіон Тешен, який мав польську більшість і чеську меншість, був дуже багатий вугіллям.  Основною причиною того, що Крамарж поставив полякам ультиматум, вимагаючи їх виведення з Тешена, було посилення претензій Чехословаччини на Судети.  Як і інші чеські політики, Крамарж наполягав на неподільності колишніх австрійських королівських земель Богемії, Моравії та Сілезії, аргументуючи тим, що все, що колись було частиною «чеських земель» Австрійської імперії, зараз є частиною Чехословаччини 
У перші місяці заробітна плата в містах знизилася на 60 % завдяки інфляції, 8 % населення стали безробітними.  Інфляція була головною проблемою в перші місяці нової республіки. У лютому 1919 року законними платіжними засобами були лише купюри Габсбургів із штампом чехословацького лева, а в квітні 1919 р. в якості нової валюти була введена чехословацька корона. 
У межах нової держави близько 150 сімей володіли десятою частиною всієї землі, але половина чеських фермерів мала лише півгектара, а дві третини словацьких селянських сімей були безземельними.  У квітні 1919 року Крамарж видав закон про земельну реформу, який обмежив кількість землі, яку міг мати будь-який фермер, до 150 гектарів, розбивши таким чином усі великі маєтки, що належали переважно німецькомовній та угорськомовній знаті. Земля була переділена дрібним власникам та безземельним робітникам. Це стабілізувало сільську місцевість, створився клас дрібних фермерів, які володіли землею, на якій вони працювали. Відбулась подальша політична стабільність Чехословаччини. Під час нападу на владу аристократії, яку Крамарж розглядав як «іноземну», оскільки вони, як правило, розмовляли німецькою чи угорською мовами, усі дворянські титули були скасовані в новій республіці.  Намагаючись відвернути апеляцію лівих, інший ступінь встановив 8 годин як максимум, який можна було відпрацювати за один день У травні 1919 року анархіст Алоїз Шастний здійснив невдалу спробу вбити Крамаржа.
Після здобуття незалежності Націонал-демократична партія Крамаржа, прихильниками якої були переважно консервативні представники середнього класу, втратила значну частину свого сенсу існування.  Консервативний Крамарж був не зв'язаний з лівим настроєм виборців. Оскільки він був у Парижі перші місяці 1919 року, заслуга в його реформах належала його міністру фінансів Алоїзу Рашину та Антоніну Швелі.  Крамарж, сильний русофіл, який був одружений з росіянкою, представляв Чехословаччину на Паризькій мирній конференції 1919 р.. Крамарж подав у відставку через те, що міністр закордонних справ Бенеш не підтримав антикомуністичні сили в Росії.
Крамарж хотів утримати чехословацькі легіони, які воювали в Російській громадянській війні, поки вся Росія не буде звільнена від більшовиків, стверджуючи, що Чехословацький легіон повинен рухатися до Москви, а не до Владивостока.  Крамарж також вважав, що як тільки вся Росія опиниться під владою адмірала Олександра Колчака, буде створена «слов'янська федерація», що об'єднає Росію, Польщу та Чехословаччину.  Масарик і Бенеш засумнівались у прихильності Крамаржа до «західних цінностей», таких як демократія, просвітництво, раціональність і толерантність, розглядаючи його як романтичного панславіста, який шукав ідеї на сході, а не на заході.  Крамарж обурювався тим, як Масарик відверто доглядав Бенеша як свого наступника, зазначивши, що Масарик ввів до конституції статті, в яких говорилося про вікове обмеження для сенаторів — 45 років. Вікове обмеження для президента — 35 років робило Бенеша прийнятним на посаду президента. 
Після перших загальних виборів у Чехословаччині партія Крамаржа, нині Націонал-демократична партія, стала другорядним гравцем у політиці нової держави. Пізніше Крамарж працював разом з Іржі Стржибрні та Франтішеком Марешем у Національному союзі. Масарик і Бенеш почали пропагувати історичний наратив, який зображав «опір за кордоном» у війні як «справжніх» визволителів і засновників республіки, а «внутрішній опір» зневажали як співробітників з Домом Габсбургів.
Під час перебування у Національних зборах (1918—1937) Крамарж працював у Комітеті закордонних справ і виступав із багатьма промовами щодо зовнішньої політики. Він розробив систему поділу країн на популярні та непопулярні нації. Такі країни, як Велика Британія, Франція та Російська імперія, були в популярній категорії. З іншого боку, Німеччина, Радянський Союз та Угорщина опинились у непопулярній категорії.

### Погляди на більшовизм та Радянський Союз
Крамарж розглядав більшовизм як небезпечне німецьке творіння і вірив, що вони залишаться вірними Німеччині. Він також послідовно відкидав ідею централізованого виробництва та утопічне бачення безкласового суспільства. Він щиро сподівався, що за його життя Радянський Союз розвалиться.